# Федоненко Борис Іванович
Борис Іванович Федоненко (1906, місто Кременчук, тепер Полтавської області — ?) — український радянський діяч, залізничник, машиніст паровозного депо станції Кременчук Полтавської області. Депутат Верховної Ради УРСР 2-го скликання.

## Біографія
Народився в родині робітника. Трудову діяльність розпочав у 1922 році учнем слюсаря, а згодом і слюсарем на фабриках та в артілях міста Кременчука.
З 1934 року — на залізниці: слюсар, кочегар, помічник машиніста паровозного депо станції Кременчук. Після закінчення курсів машиністів працював машиністом паровозного депо Кременчука.
Під час німецько-радянської війни перебував у евакуації, працював машиністом паровозного депо станції Єршов Саратовської області РРФСР. На 1945 рік — старший машиніст колони паровозів № 32 особливого резерву Народного комісаріату шляхів сполучення СРСР Ковельської залізниці.
Член ВКП(б) з 1946 року.
З травня 1946 року — старший машиніст паровозного депо станції Кременчук Полтавської області.

## Нагороди
- орден Леніна (29.07.1945)
- ордени
- медаль «За оборону Сталінграда»
- медаль «За перемогу над Німеччиною у Великій Вітчизняній війні 1941—1945 рр.»
- медаль «За доблесну працю у Великій Вітчизняній війні 1941—1945 рр.»
- медалі